# الکساندر هوسکوف
الکساندر هوسکوف (اوکراینی: Олександр Володимирович Гуськов؛ زادهٔ ۲۲ ژانویهٔ ۱۹۹۴) بازیکن فوتبال اهل اوکراین است.